# 경진 (고려)
경진(慶珍, 1125년 ~ 1177년)은 고려 중기의 무신으로 본관은 청주이다.

## 생애
동지추밀원사(同知樞密院事)를 지냈다. 1174년(명종 4년) 조위총(趙位寵)이 난을 일으켰을 때 우군병마사(右軍兵馬使)로 임명되어 서경(西京)을 공격하였다.
1174년 음력 12월 29일 지문하성사(知門下省事)가 되었다.
관직은 중서시랑평장사(中書侍郞平章事)에 이르렀다.

## 가족 관계
- 아들: 경대승(慶大升)
- 며느리: 경주 최씨(慶州崔氏)
- 딸: 김준(金晙)에게 출가
  - 외손: 김중구(金仲龜)

## 대중 문화
영상 매체에서 경진을 연기한 배우는 다음과 같다.
- 김성겸: KBS 대하드라마《무인시대》 (2003년~2004년)